# Mesjasz: Pierwsze ofiary
Mesjasz: Pierwsze ofiary – amerykańsko-brytyjski thriller z 2001 roku na podstawie powieści Borisa Starlinga.

## Główne role
- Ken Stott - Red Metcalfe
- Frances Grey - Kate Beauchamp
- Jamie Draven - Jez Clifton
- Kieran O’Brien - Eric Metcalfe
- Raymond Trickitt - Nixon
- Neil Dudgeon - Duncan Warren
- Michelle Forbes - Susan Metcalfe
- Art Malik - Emerson
- Edward Woodward - Wielebny Stephen Hedges
- Colin Gourley - Roger Parkin
- Billie-Claire Wright - Chloe
- Ron Berglas - Lubezski
- Howard Crossley - Freeman
- Eddie Cooper - Sam Warren
- Gillian Taylforth - Helen Warren
- Serena Gordon - Alison Reeves

## Fabuła
Inspektor Red Metcalfe prowadzi bardzo trudne śledztwo w sprawie serii brutalnych morderstw. Ofiary ginęły w różny sposób, nie są ze sobą w żaden sposób powiązane, pochodzą z różnych części Londynu. Jedyna rzecz, która łączy wszystkie ofiary to srebrna łyżeczka znajdująca się w ciele. Mimo wszelkich starań, ekipie Metcalfe’a nie udaje się znaleźć żadnego połączenia między zabójstwami. Początkowy trop sugerujący seryjnego mordercę zabijającego gejów okazuje się ślepą uliczką. Policjanci są coraz bardziej sfrustrowani szukaniem po omacku. Każdy z nich mierzy się z demonami przeszłości, a inspektor Metcalfe zmaga się jeszcze z obsesją na punkcie psychopaty i poczuciem winy, że giną kolejni mężczyźni. Przełom następuje w niespodziewanym momencie...